# Otto Hesse
Ludwig Otto Hesse (Königsberg, 22 de abril de 1811 — Munique, 4 de agosto de 1874) foi um matemático alemão.
Filho de Johann Gottlieb Hesse, comerciante e dono de cervejaria, e Anna Karoline Reiter.
Estudou em sua cidade natal na Universidade de Königsberg, orientado por Carl Gustav Jakob Jacobi. Alguns de seus mestres foram Friedrich Wilhelm Bessel, Carl Neumann e Friedrich Julius Richelot.
Sob a orientação de Jacobi doutorou-se em 1840 com a tese: De octo punctis intersectionis trium superficium secundi ordinis. Em 1841 habilitou-se para a universidade, casando no mesmo ano com Marie Sophie Emilie Dulk, filha do farmacêutico e professor de química Friedrich Philipp Dulk.
Dedicou-se especialmente à geometria analítica e à teoria matemática dos determinantes. Definiu e introduziu na literatura matemática a matriz hessiana, seu determinante e a forma normal hessiana de superfícies planas.

## Publicações
- Vorlesungen über analytische Geometrie des Raumes, 3ª Ed. Leipzig, 1876
- Vorlesungen aus der analytischen Geometrie der geraden Linie, des Punktes und des Kreises. Leipzig, 1881
- Die Determinanten elementar behandelt, 2ª Ed. Leipzig, 1872
- Die vier Species. Leipzig, 1872